# حسن محمود رشاد
اللواء حسن محمود رشاد هو قائد عسكري مصري، يشغل حالياً منصب رئيس المخابرات العامة المصرية، وشغل سابقاً منصب وكيل جهاز نمت المخابرات، ويعد رشاد الرئيس الـ 27 لجهاز المخابرات المصري منذ نشأته في خمسينيات القرن الماضي.

## تعينه
في 16 أكتوبر 2024 أصدر الرئيس المصري عبد الفتاح السيسي قرارا بتعيين اللواء حسن محمود رشاد رئيسا لجهاز المخابرات العامة، خلفا للواء عباس كامل. وأدى حسن رشاد، اليمين القانونية رئيساً للجهاز أمام الرئيس عبد الفتاح السيسي.

## حياته
تخَرّج، رشاد من الكلية الفنية العسكرية، والتحق بجهاز المخابرات وتدرج في المناصب حتى تمت ترقيته إلى درجة وكيل جهاز المخابرات، قبل أن يتم تعيينه رئيسا للجهاز.